# 155 mm L Mle 1917 GPF
Il Canon de 155 mm Long Modèle 1917 Grande Puissance Filloux (abbreviato in 155 mm L Mle 1917 GPF) era un cannone pesante francese della prima e seconda guerra mondiale. Acquistato dagli Stati Uniti d'America  e da altri paesi, dopo la resa della Francia nel 1940 pezzi preda bellica furono immessi in servizio dallo Heer e dal Regio Esercito.

## Storia

### Sviluppo
Prima della Grande Guerra, al dottrina dell'Esercito francese era orientata su una rapida guerra di manovra. Di conseguenza tutta l'attenzione era concentrata sul rivoluzionario 75 mm Mle. 1897, mentre non vi era spazio per l'artiglieria pesante. La prima guerra mondiale, fin dal 1914, smentì totalmente le tattiche francesi e quando la guerra si trasformò in un confronto statico, i francesi si trovarono improvvisamente privi di moderne armi di grosso calibro, necessarie per battere efficacemente le linee trincerate nemiche.
Lo sviluppo di nuovi cannoni pesanti per l'artiglieria d'armata richiese alcuni anni e proseguì durante tutto il conflitto. Il cannone fu progettato dal colonnello Louis Filloux, padre anche del miglior carro della Grande Guerra, il Renault FT. Il pezzo fu adottato dall'Armée de terre nel 1917 e divenne il cannone pesante campale standard francese. Fu prodotto dalla Puteaux e dalle officine Renault in oltre 600 esemplari, in concorrenza con il 155 mm C Mle. 1917 della Schneider et Cie.

### Impiego operativo
Il GPF entrò in azione per la prima volta nell'agosto del 1917 nelle Fiandre. Il pezzo era assegnato ai reggimenti di artiglieria pesante di corpo d'armata, ognuno su un gruppo da 155 GPF (12 pezzi) e 2 gruppi da 105 mm, ed ai reggimenti della riserva generale, su 4 gruppi da 155 GPF, ognuno su tre batterie da 4 pezzi.
Quando la Forza di spedizione americana giunse in Francia, gli americani apprezzarono immediatamente le doti del cannone e piazzarono un ordine di circa 200 pezzi per equipaggiare il corpo di spedizione. La richiesta statunitense era tale da intaccare le forniture all'esercito francese, il quale compensò provvisoriamente le proprie necessità con il più leggero Schneider 155 mm L Mle 1918. Presso US Army e Marine Corps il cannone era denominato 155 mm M1917. Dopo il 1918 gli Stati Uniti d'America acquisirono la produzione su licenza del GPF, producendo la versione modificata "155 mm M1918". Negli Stati Uniti l'ordine dell'US Army venne suddiviso in sub-appalti: l'arsenale di Watervliet e Bullard Engineering Works producevano la canna, Minneapolis Steel & Machinery Company produceva l'affusto e l'avantreno e la Dodge Brothers costruiva a Detroit il sistema di rinculo.

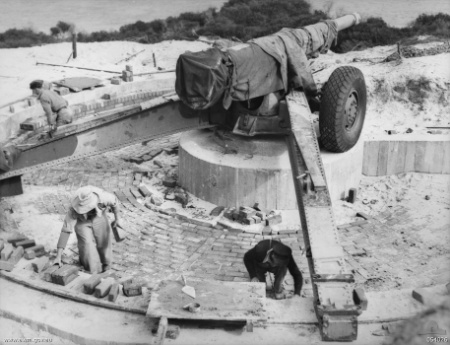
Installazione costiera americana tipo "Panama mount".

All'inizio della seconda guerra mondiale il cannone era ancora uno dei migliori cannoni della categoria in circolazione. La Francia disponeva di 440 cannoni GPF, ma soli 352 vennero mobilitati. Anche la Polonia e gli Stati Uniti entrarono in guerra con il GPF. Il cannone fu impiegato sul teatro del Pacifico dalla USAFFE, per il fuoco di controbatteria ma soprattutto come pezzo costiero, in installazioni "Panama mount" su piazzola circolare in calcestruzzo e affusto su perno girevole. Le forze armate statunitensi iniziarono gradualmente a sostituire il cannone nel 1942 con il M1 155 mm Long Tom, ma alcune bocche da fuoco, smontate dall'affusto, furono impiegate per armare i semoventi d'artiglieria M12, entrati in servizio nel 1944-1945.
In conseguenza della resa della Francia, come molte altre artiglierie anche i Mle 1917 furono catturati dai tedeschi, che li ridenominarono 15,5 cm K 418(f). Questi e la loro versione modificata 15,5 cm K 419(f) furono impiegati dall'artiglieria pesante in Russia e Nordafrica e da quella costiera del Vallo Atlantico, dove venne impiegata anche su affusto a piedistallo in opere fortificate.
Anche il Regio Esercito italiano requisì 35 cannoni francesi. Queste armi, con la denominazione Cannone da 155/36, furono utilizzate dagli italiani come artiglieria per la difesa costiera e come artiglieria di corpo d'armata.

## Tecnica
La bocca da fuoco in acciaio, lunga 35 calibri, era cerchiata con 4 ordini di manicotti fino a circa 1 m dalla volata, munita di cerchio di culatta portante l'otturatore a vite interrotta tipo Schneider.
Il corpo d'affusto era formato da una larga piastra con un perno orizzontale anteriore, sul quale oscillava la sala, e due robuste alie laterali, sulle quali erano imperniate le cosce divaricabili della coda. La sala rettilinea oscillante portava due ruote metalliche con doppio cerchione di gomma, sulle quali potevano essere installati i cingoli "Bonagente". La culla a doccia, portante il freno di sparo ed il recuperatore, aveva gli orecchioni nella parte centrale, vicino al centro di gravità del cannone. L'affustino, con perno centrale ed aloni con le orecchioniere per la culla, ruotava di 60° sul corpo d'affusto tramite vite globica agente su un settore dentato sull'affustino. L'elevazione era regolata da un volantino a sinistra dell'affusto, che comandava una vite ingranata al settore dentato fissato inferiormente alla culla.
Il freno di sparo idraulico era a controasta centrale con scanalature, mentre il recuperatore era pneumatico. Il cannone era dotato di sistema a rinculo variabile: la controasta centrale del freno di sparo ruotava su se stessa al variare dell'elevazione, modificando così il diametro delle luci d'efflusso. In questo modo a 0° di elevazione la corsa di rinculo era di 1,8 metri, mentre alla massima elevazione (35°) la corsa era ridotta a 0,8 m. In questo modo, nonostante l'altezza al ginocchiello relativamente ridotta, durante il fuoco alla massima elevazione la culatta non urtava il terreno e non era necessario scavare la trincea in sua corrispondenza.
Il traino, esclusivamente meccanico, si effettuava su una sola vettura. La canna veniva arretrata sull'affusto, i vomeri delle cosce piegati verso l'alto e la coda veniva posta su un avantreno.

## Versioni e derivati
- 15,5 cm K 419(f): versione del 15,5 cm K 419(f) di preda bellica modificata in Germania, aveva un affusto a 6 ruote (Sechsradlafette)[5] con pneumatici, un sistema di puntamento telescopico sul lato destro per il tiro rapido ed un quadrante sul lato sinistro per il calcolo rapido dell'elevazione; inoltre veniva installato un ruotino sulla coscia destra, per una rapida rotazione del pezzo sulla piazzola circolare di calcestruzzo.
- 155 mm Gun M1918: versione migliorata del 155 mm M1917; gli americani introdussero alcune migliorie, principalmente migliorando il sistema di bloccaggio della cerchiatura ed introducendo un otturatore ad apertura a molla.